# George Bruce Halsted
George Bruce Halsted (25 de novembro de 1853 — 16 de março de 1922) foi um matemático estadunidense.
Explorou as fundações da geometria e introduziu a geometria não euclidiana nos Estados Unidos em suas publicações de trabalhos próprios e traduções. Dentre suas traduções destacam-se obras de János Bolyai, Nikolai Lobachevsky, Giovanni Gerolamo Saccheri e Henri Poincaré.

## Obras
- Metrical geometry; An elementary treatise on mensuration (Boston, Ginn, 1890)
- The elements of geometry (New York, Wiley, 1889)
- Synthetic projective geometry (New York, Wiley, 1906)
- On the foundation and technic of arithmetic (Chicago, Open Court, 1912)